# Oh Yeon-ah
Kim Mi-ae, conocida artísticamente como Oh Yeon-ah, es una actriz surcoreana.

## Carrera
Ha interpretado numerosos papeles de apoyo tanto en películas como en series de televisión.

## Filmografía

### Series de televisión
| Año  | Título                        | Papel                   | Red       | Ref.   |
| ---- | ----------------------------- | ----------------------- | --------- | ------ |
| 2009 | Friend, Our Legend            | MBC                     | [ 4 ]     |        |
| 2012 | Take Care of Us, Captain      | Jung Soon-ae (invitada) | KBS2      | [ 5 ]  |
| 2012 | Twelve Men in a Year          | tvN                     | [ 6 ]     |        |
| 2012 | Love, My Love                 | KBS2                    | [ 7 ]     |        |
| 2016 | Signal                        | Yoon Soo-ah (ep.1-2)    | tvN       | [ 8 ]  |
| 2016 | The Royal Gambler             | Jang Ok-jung            | SBS       | [ 9 ]  |
| 2016 | The Good Wife                 | Lee Soo-yeon            | tvN       | [ 10 ] |
| 2016 | Woman with a Suitcase         | Han Ji-won              | MBC       |        |
| 2016 | Father, I'll Take Care of You | Han Jung-hwa            | MBC       | [ 11 ] |
| 2016 | Legend of the Blue Sea        | Kang Seo-hee (joven) /  | SBS       | [ 12 ] |
| 2017 | Voice                         | Heo Ji-hye (ep.1)       | OCN       | [ 13 ] |
| 2017 | Innocent Defendant            | Jennifer Lee (ep.7-8)   | SBS       | [ 14 ] |
| 2017 | The Lady in Dignity           | Baek Joo-kyung          | JTBC      | [ 15 ] |
| 2018 | Dear Husband of 100 Days      | Reina Park              | tvN       |        |
| 2019 | Save Me 2                     | Jin-sook                | OCN       |        |
| 2020 | Alice                         | Madre de Hong Eun-soo   | SBS       |        |
| 2021 | Doom at Your Service          | "Dalgona"               | tvN       |        |
| 2021 | Dr. Brain                     | Madre de Go Se-won      | Apple TV+ |        |
| 2023 | Kokdu: Season of Deity        | Ji Soo-yeon             | MBC       | [ 16 ] |
| 2023 | Revenant                      | Choi Man-wol            | SBS       |        |

### Películas
| Año  | Título                           | Papel                                  | Ref.             |
| ---- | -------------------------------- | -------------------------------------- | ---------------- |
| 2007 | Miss Gold Digger                 | empleada del almacén (cameo)           | [ 17 ]           |
| 2007 | My Love                          | empleada en la compañía 3 (cameo)      | [ 18 ]           |
| 2008 | Open City                        | (cameo)                                | [ 19 ]           |
| 2008 | Hellcats                         | (cameo)                                | [ 20 ]           |
| 2008 | The Chaser                       | Sung-hee                               | [ 21 ]           |
| 2008 | The Good, the Bad, the Weird     | pasajera japonesa en el tren (cameo)   | [ 22 ]           |
| 2008 | My Wife Got Married              | So-young                               | [ 23 ]           |
| 2008 | Lost and Found                   | empleada (cameo)                       | [ 24 ]           |
| 2009 | My Girlfriend Is an Agent        | agente de seguridad industrial (cameo) | [ 25 ]           |
| 2009 | Goodbye Mom                      | Min-jung                               | [ 26 ]           |
| 2009 | The Rennin or Lenin (short film) | Han Mi-woo                             | [cita requerida] |
| 2010 | Secret Love                      | mujer extraña                          | [ 27 ]           |
| 2010 | Rolling Stars                    | Tom/Roofing (voz)                      | [ 28 ]           |
| 2010 | Enlightenment Film               | Jung Tae-sun                           | [ 29 ]           |
| 2013 | Way Back Home                    | Lee Soo-ji                             | [ 30 ]           |
| 2015 | Minority Opinion                 | Yoo In-ha                              | [ 31 ]           |
| 2015 | The Chosen: Forbidden Cave       | Ok-ryun                                | [ 32 ]           |
| 2016 | Asura: The City of Madness       | Jung Yoon-hee                          | [ 33 ]           |
| 2017 | Ordinary Person                  | Park Sun-hee                           | [ 34 ]           |

### Espectáculos de variedades
| Año  | Título                        | Red | Notas                  | Ref. |
| ---- | ----------------------------- | --- | ---------------------- | ---- |
| 2017 | Living Together in Empty Room | MBC | arrendataria (ep.8-11) |      |

## Premios y nominaciones
| Año  | Premio                                                              | Categoría                                       | Nominación                 | Resultado |  |
| ---- | ------------------------------------------------------------------- | ----------------------------------------------- | -------------------------- | --------- |  |
| 2010 | 54.ª sesión de la región de Asia-Pacífico en el Festival de Cine de | Mejor Actriz de Reparto                         | Enlightenment Film         | Ganadora  |  |
| 2016 | 24 de SBS Drama Awards                                              | Premio especial, Actriz en un Drama de Fantasía | The Legend of the Blue Sea | Nominada  |  |